# Ischnothelidae
Famille
Les Ischnothelidae sont une famille d'araignées mygalomorphes.

## Distribution
Les espèces de cette famille se rencontrent en Amérique, en Afrique subsaharienne et en Asie du Sud.

## Paléontologie
Cette famille n'est pas connue à l'état fossile.

## Liste des genres
Selon World Spider Catalog (version 26, 05/07/2025) :
- Andethele Coyle, 1995
- Indothele Coyle, 1995
- Ischnothele Ausserer, 1875
- Lathrothele Benoit, 1965
- Tepuithele Dupérré & Tapia, 2025
- Thelechoris Karsch, 1881

## Systématique et taxinomie
Cette famille a été décrite par F. O. Pickard-Cambridge en 1897 comme une sous-famille des Dipluridae. Elle est élevée au rang de famille par Opatova et al. en 2020.
Cette famille rassemble 28 espèces dans six genres.

## Publication originale
- F. O. Pickard-Cambridge, 1897 : « Arachnida - Araneida and Opiliones. » Biologia Centrali-Americana, Zoology, vol. 2, p. 1-40 (texte intégral).